# Palau Municipal d'Esports San Pablo
El Palau Municipal d'Esports San Pablo és un pavelló situat a Sevilla, Andalusia. Construït el 1988, es fa servir principalment per hostatjar partits de bàsquet, i és el pavelló on juga com a local el CB Sevilla. Pot acollir un màxim de 10.200 persones, amb grades supletòries.
Serà una de les sis seus de la Copa del Món de bàsquet 2014.